# Hélène Balfet
Hélène Balfet (* 25. April 1922 in Vabre, Département Tarn; † 13. Januar 2001 in Meudon, Département Hauts-de-Seine) war eine französische Ethnologin.

## Leben
Balfet stammte aus Okzitanien. Ihre Schulzeit absolvierte sie in Castres (Département Tarn) und ging anschließend nach Paris, um dort an der Sorbonne zu studieren. Dabei besuchte sie auch Vorlesungen von Claude Levi-Strauss an der École pratique des hautes études.
Neben ihrem Studium war Balfet an der Universität auch politisch interessiert und machte dabei neben anderen Bekanntschaft mit Simone de Beauvoir und Jean-Paul Sartre. Sie lehnte die Französische Doktrin (→Algerienkrieg) ab und gehörte im September 1960 mit Henri Lefebvre und vielen anderen zu den Unterzeichnern des Manifests der 121.
Nach erfolgreichem Studium und Promotion wurde Balfet 1951 von Gaston Dupouy an das Centre national de la recherche scientifique (CNRS) in Meudon engagiert. Dort arbeitete sie bis zu ihrer Pensionierung im Jahr 1981. Balfet blieb in Meudon wohnen und starb dort am 13. Januar 2001.

## Schriften (Auswahl)
Als Autorin
- Les poteries modelées d’Algerie dans les collections du Musée du Bardo. CNRS, Paris 1957.
- Céramique en Proche-Orient, Israël et Liban. VI–III millénaire. Paris 1962 (Dissertation)
- Die Organisation des Planeten (= Das menschliche Wagnis, Band 2). Verlag, Kister, Genf 1971.
- Pour la normalisation de la description des poteries. CNRS, Paris 1983, ISBN 2-222-03376-4.

Als Herausgeberin
- Lexique plurilingue pour la description de poteries. CNRS, Paris 1980, ISBN 2-222-04180-5.
- Observer l’action technique. Des chaînes opératoires pour quoi faire? CNRS, Paris 1991, ISBN 2-222-04592-4.